# Tulio Obando
Tulio Obando Alvarez (Callao, 6 de enero de 1913-1979) fue un futbolista peruano que se desempeñaba de lateral izquierdo.

## Trayectoria
Nació en el puerto del Callao en 1913. Se inició en el club del puerto Unión Buenos Aires debutando en 1933 hasta 1937. En 1938 llegó a Sport Boys saliendo subcampeón. Fue titular en la zaga rosada en todos los partidos del campeonato de ese año y en el del siguiente donde se mantuvo hasta 1940. En 1941 Llega a Universitario de Deportes siendo sobresaliente en el título de 1941 como buen defensa hasta 1943. En el año 1944 Tulio regresa al Sport Boys Jugando 7 Partidos.
Finalmente Tulio se retira en Jorge Chávez en 1946, Tulio Fallece en 1979 a la edad de 66 años.

## Selección nacional
Ha sido internacional con la selección de fútbol de Perú en una sola oportunidad. Jugó en la Copa America de 1942 en el partido contra a Ecuador.

### Participaciones en Copa América
| Copa América                 | Sede    | Resultado |
| ---------------------------- | ------- | --------- |
| Campeonato Sudamericano 1942 | Uruguay | Quinto    |

## Clubes
| Club               | País | Año       |
| ------------------ | ---- | --------- |
| Unión Buenos Aires | Perú | 1933-1937 |
| Sport Boys         | Perú | 1938-1940 |
| Universitario      | Perú | 1941-1943 |
| Sport Boys         | Perú | 1944      |
| Jorge Chávez       | Perú | 1946      |

## Palmarés
| Título                    | Club                      | País | Año  |
| ------------------------- | ------------------------- | ---- | ---- |
| Primera División del Perú | Universitario de Deportes | Perú | 1941 |